# Xenophrys parva
Xenophrys parva és una espècie d'amfibi que viu a Àsia.
Està amenaçada d'extinció per la pèrdua del seu hàbitat natural.